# Toffa
Toffa, né dans les années 1850 et mort en 1908, est un roi (« dă ») de Porto-Novo (« Hogbonou »). Son règne (1874-1908) fut marqué par une alternance d'alliances et de conflits avec des voisins militairement puissants et expansionnistes, royaume de Dahomey, Angleterre et France. À sa mort, Porto-Novo est annexée par cette dernière et rattachée à la colonie du Dahomey.

## Biographie

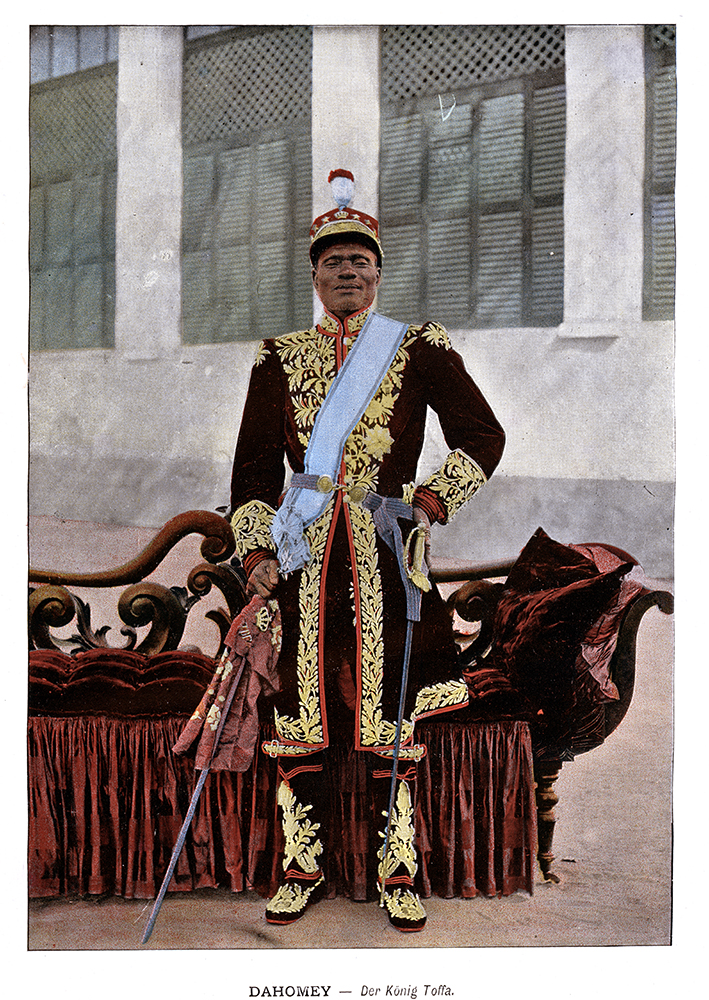
Roi Toffa vers 1890

Fils du roi Sodji (1848-1864), Toffa doit s'exiler à Tori puis à Lagos lorsque Mikpon s'empare du pouvoir en 1864. Les Anglais l'incitent à reprendre son titre par la force mais Toffa transige. Toffa se rend à la cour d'Abomey où il est bien accueilli par Da-Da Glélé Kini-Kini, roi du Dahomey. Mési succède à Mikpon en 1872 mais lorsqu'il meurt à peine deux années plus tard, Toffa revient à Porto-Novo avec 200 soldats du Dahomey, chasse le prince Sogningbé qui s'apprêtait à prendre la succession et est sacré roi le 16 septembre 1874. Pour prendre ses distances avec son trop puissant voisin et aussi parce qu'il se méfie des Anglais qui ont soustrait Dangbo et Kéténou à sa suzeraineté, Toffa signe en 1882 avec les Français un protectorat.
Aidé par l'armée française, Toffa conquiert Dangbo et Kéténou dont le roi, Houngbo, est déporté à Goré.  
En 1889, le Dahomey lance un raid contre Porto-Novo, Toffa se replie et la cité et son palais Honmè sont pillés. Dès lors, Toffa se range définitivement dans le camp français : Porto-Novo sert de base à la première et à la seconde guerre du Dahomey de 1890 à 1894. Toffa fournit en particulier environ 2 000 porteurs, qu'ils recrutent de gré ou de force. Les Français lui versent une prime pour chaque porteur. Après la victoire, les Français offrent le trône en bois doré d'Abomey à Toffa qui ajoute à sa titulature (abobo) « maître de Béhanzin », le dernier roi du Dahomey,.
Après la naissance de la colonie française du Dahomey, Porto-Novo garde officiellement son indépendance mais elle la perd peu à peu dans les faits, ce qui entraîne Toffa à protester à plusieurs reprises contre les lois coloniales dans les années 1900 pour sauvegarder ses prérogatives mais aussi pour protester contre l'instauration de nouvelles taxes,. Il ne peut anticiper l'annexion pure et simple à sa mort en 1908.

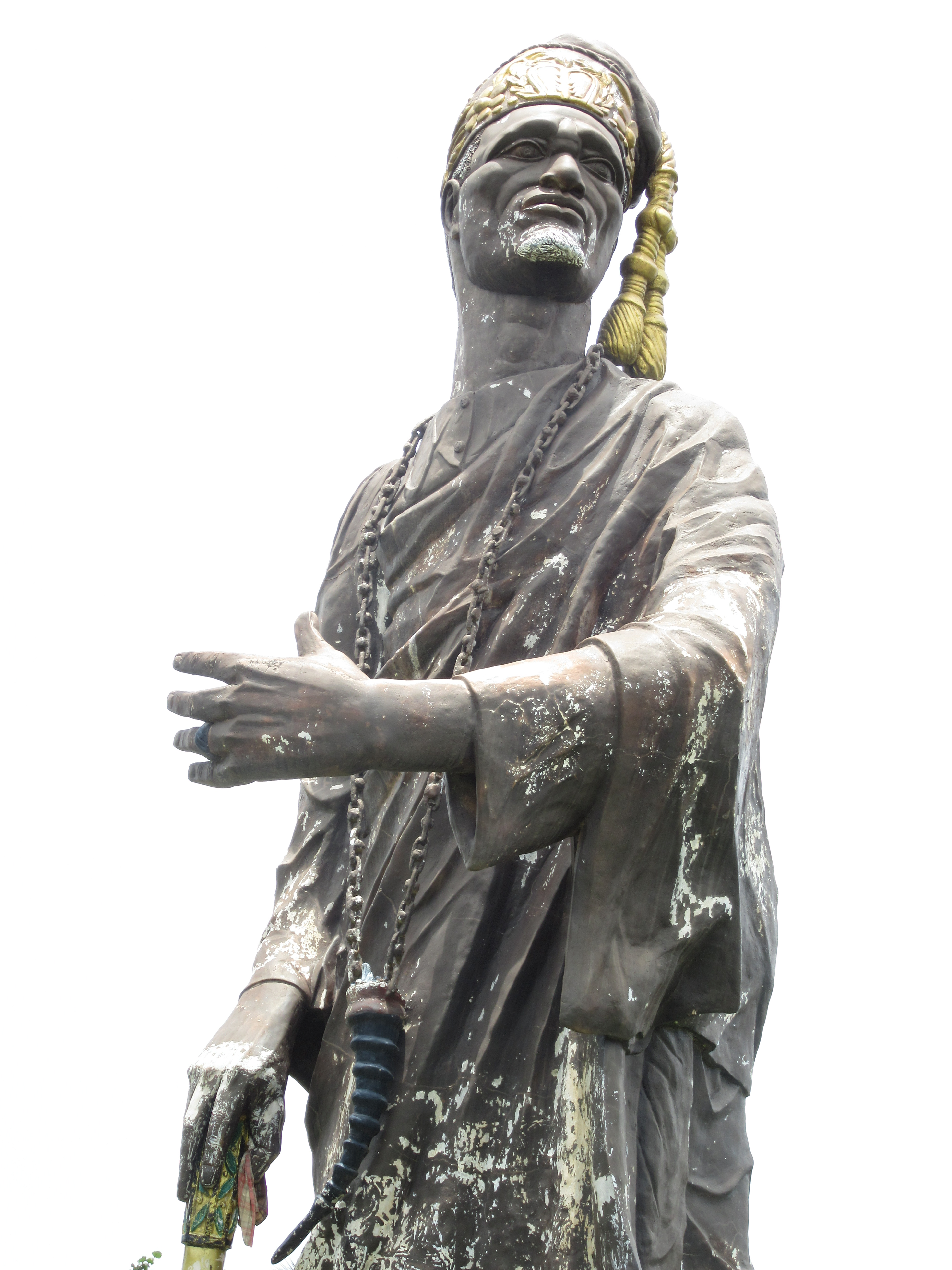
Toffa 1er.